# Poa trivialis subsp. trivialis
Poa trivialis subsp. trivialis é uma subespécie de planta com flor pertencente à família Poaceae.

Os seus nomes comuns são cabelo-de-cão-de-colmo-rugoso, erva-de-febra-brava, panasco, poa-comum ou relvão.

## Portugal
Trata-se de uma subespécie presente no território português, nomeadamente em Portugal Continental, no Arquipélago dos Açores e no Arquipélago da Madeira.
Em termos de naturalidade é nativa de Portugal Continental e do Arquipélago dos Madeira e introduzida no Arquipélago dos Açores.

## Protecção
Não se encontra protegida por legislação portuguesa ou da Comunidade Europeia.